# Jeremy Howard
Jeremy Patrick Howard, född 12 juni 1981 i Burbank i Kalifornien, är en amerikansk skådespelare. Han har bland annat medverkat i filmerna Sydney White, Galaxy Quest, och Accepted.
Howard är son till Sharon Hess och skådespelaren Joe Howard.

## Filmografi
- 2006 – Accepted
- 2006 – Dorm Daze 2
- 2007 – Sydney White
- 2007 – Black Widow
- 2013 – The Pretty One
- 2014 – Teenage Mutant Ninja Turtles (som Donatello)